# Giunzione temporoparietale
La giunzione temporoparietale (in inglese, temporoparietal junction, TPJ) è una regione del cervello in cui i lobi temporale e parietale si incontrano, all'estremità posteriore della scissura laterale di Silvio.
La TPJ raccoglie informazioni dal talamo e dal sistema limbico, nonché dai sistemi visivo, uditivo e somatosensoriale. La TPJ integra anche le informazioni provenienti sia dall'ambiente esterno che da sensazioni viscerali e corporee interne. Quest'area è anche nota per svolgere un ruolo cruciale nei processi di distinzione sé-altri e nella teoria della mente (ToM).
Inoltre, lesioni alla TPJ sembrano causare effetti negativi sulla capacità di prendere decisioni morali e sulla produzione di esperienze extracorporee. Nel 2000, è stato infatti dimostrata che la stimolazione elettrica di questa regione può innescare illusioni percettive come esperienze extracorporee. Oltre a questi ruoli, la TPJ è anche nota per il suo coinvolgimento in una varietà di disturbi, tra cui amnesie, malattia di Alzheimer e schizofrenia.